# 劳农赤卫军
劳农赤卫军（朝鲜语：／），又译工农赤卫军，原名劳农赤卫队（로농적위대∕勞農赤衛隊），是朝鲜民主主义人民共和国准军事组织，是朝鲜最大的民防组织。该组织于1959年1月14日由金日成建立，既受到国务委员会和国防省的控制，也附属于朝鲜劳动党军事部。总人数估计有500万。

## 历任司令
- 吴白龙，1969年